# Carlos María de Pena
Carlos María de Pena (Durazno, 12 de febrero de 1852 - Washington D. C., 30 de abril de 1918) fue un político, diplomático y docente universitario uruguayo. Fue Decano de la Facultad de Derecho de la Universidad de la República en los períodos 1887-1890 y 1901-1909.

## Biografía

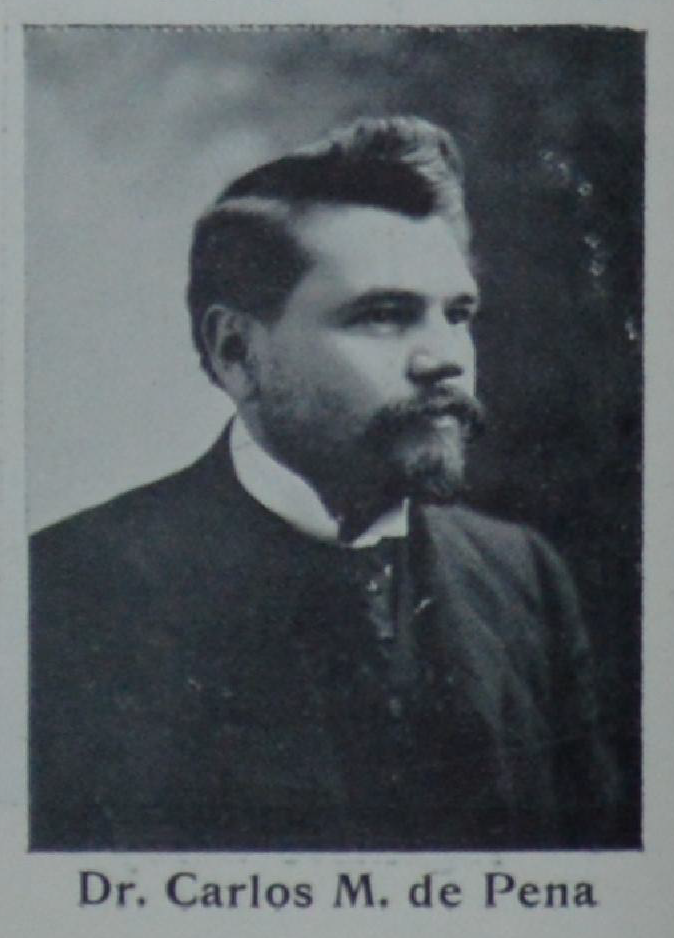
Retrato de Carlos María de Pena

Nacido en el departamento de Durazno, se muda a Montevideo siendo un adolescente para cursar sus estudios secundarios. En 1876 obtiene el título de Licenciado en Jurisprudencia en la Facultad de Derecho de la Universidad de la República.
Entre el 10 de abril y 8 de mayo de 1882 participó del primer Congreso Pedagógico instalado en América del Sur, el cual sesionó en Buenos Aires. Además de María de Pena, los representantes uruguayos fueron Carlos María Ramírez, Jacobo Adrián Varela, Alfredo Vásquez Acevedo y Francisco Berra.
En la Facultad de Derecho ejerció la docencia y el decanato en los períodos de 1887-1890 y 1901-1909. 
Con una amplia carrera política, afín al Partido Colorado, en 1888 fue elegido presidente de la Junta Administrativa de Montevideo (gobierno de Tajes). Además fue  Ministro de Hacienda en el gobierno de Julio Herrera y Obes y Ministro de Fomento en la presidencia de Juan Lindolfo Cuestas en 1899. 
En 1911, el presidente José Batlle y Ordóñez lo designa como Ministro Plenipotenciario en Estados Unidos y posteriormente como Embajador uruguayo en Washington D. C.. Al estallar la Primera Guerra Mundial en el verano de 1914, en la que Uruguay se declaró neutral, Carlos María de Pena intentó influir en el gobierno uruguayo los años siguientes para que entrara en la guerra en el bando de los aliados, lo que no consiguió.
El 30 de abril de 1918 falleció en Washington mientras ejercía sus funciones. Sus restos fueron repatriados en un buque de guerra estadounidense. 